# Cheetahs
O Cheetahs é um time profissional de rugby da África do Sul. A equipe que já foi franqueada ao Super Rugby e ao  PRO 14, fundada em 2005 e administrado pela Free State Rugby Union, hoje atua apenas como convidada na  segunda liga do sistema europeu. Comumente mandantes no Free State Stadium, na cidade de Bloemfontein, seus jogos estão sendo distribuídos em diversos estádios europeus  .

## Uniforme
| Team colours | Team colours | Team colours |
| Team colours |              |              |
| Team colours |              |              |
|              |              |              |
| Principal    |              |              |